# Xanthocalanus tenuiserratus
Xanthocalanus tenuiserratus is een eenoogkreeftjessoort uit de familie van de Phaennidae. De wetenschappelijke naam van de soort is voor het eerst geldig gepubliceerd in 1911 door Wolfenden.